# ヴィルーパークシャ (インド神話)
ヴィルーパークシャ (Virūpākṣa) は、インド神話におけるアスラ及びラークシャサの名である。どのヴィルーパークシャも「様々な目をした者」「不格好な目をした者」という意味の名である。以下の3名について解説する。また、この他にもパーターラから大地を持ち上げた象の一つにもヴィルーパークシャというものがいる。

## ダーナヴァ族
ヴィルーパークシャは、ダーナヴァ族出身でカシュヤパ仙とダヌの間の子として生まれたアスラである。

## ダイティヤ族
ヴィルーパークシャは、ダイティヤ族の有力なアスラであるナラカの従者として活躍したアスラである。

## ラークシャサ
ヴィルーパークシャは、ラークシャサの王ラーヴァナ側に立って戦ったラークシャサである。